# Crozes-Hermitage
Crozes-Hermitage è un comune francese di 546 abitanti situato nel dipartimento della Drôme della regione dell'Alvernia-Rodano-Alpi.

## Società

### Evoluzione demografica
Abitanti censiti